# Cecilie Pedersen
Cecilie Pedersen, född 14 september 1990, är en norsk fotbollsspelare från Førde i Sveio kommun i Hordaland.
Hon gick från moderklubben Sportsklubben Haugar till Avaldsnes Idrettslag inför säsongen 2009. I juni 2009 blev Pedersen uttagen till landslagstruppen till EM, och gjorde där sitt första landslagsmål i matchen mot Island. Hon fortsatte efter detta att spela för Avaldsnes i division 2. I januari 2012 gick hon till LSK Kvinner Fotballklubb.
Hon har spelat 31 landskamper för Norge och gjort 14 mål (juni 2012).
2009 vann hon den norska Gullballen.